# Агада
Агада е общо наименование на нелегалистичните екзегетични текстове в класическата равинистична литература на юдаизма, най-вече включените в Талмуд и Мидраш. Те включват различни фолклорни разкази, исторически анекдоти, морални проповеди и практически съвети в различни области, от търговията до медицината.